# Apicia bogotata
Apicia bogotata là một loài bướm đêm trong họ Geometridae.